# Ankathie Koi

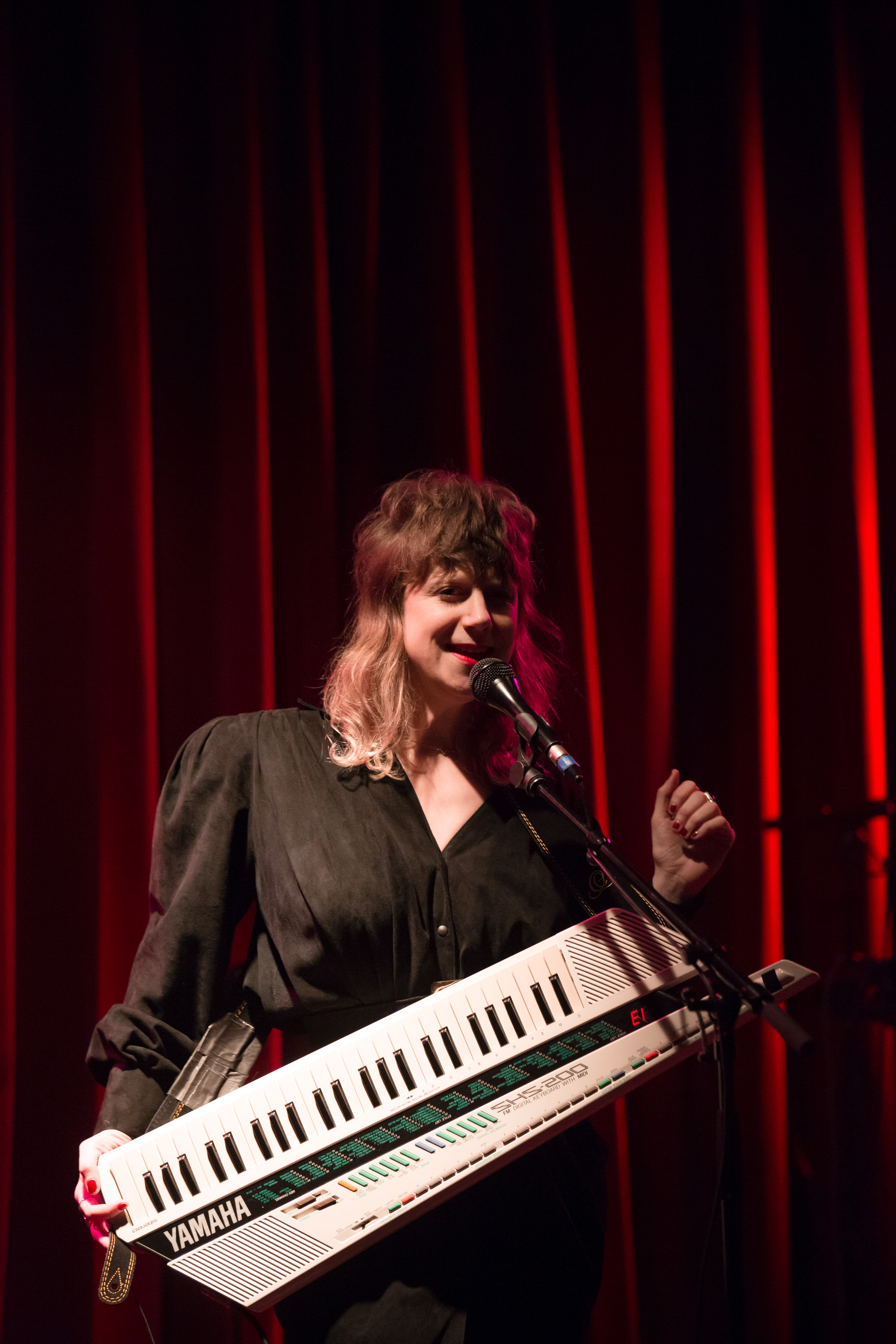
Ankathie Koi, 2016

Ankathie Koi (* 1983 in Burghausen, Bayern, bürgerl. Kathrin Isabella Beyer) ist eine deutsche Sängerin und Komponistin.

## Leben
Die aus Burghausen in Oberbayern stammende Ankathie Koi lebt seit 2003 in Österreich. Sie studierte Jazzgesang an der Anton Bruckner Privatuniversität in Linz bei Elfi Aichinger. Seit 2009 lebt sie in Wien. 2011 gründete sie mit Judith Filimónova das Duo Fijuka, das zwei Pop-Alben im Sound der 1980er-Jahre produzierte. Als Soloprojekt Ankathie Koi tritt sie seit 2014 auf. Ihr Soloalbum I Hate The Way You Chew erschien 2017.
Zusammen mit dem Musikjournalisten Gerhard Stöger kuratierte sie das Popfest 2016. Bei den Amadeus Awards 2018 war sie für den FM4-Award nominiert. Seit 2018 unterrichtet Koi Gesang an der Universität für Musik und darstellende Kunst Wien.

## Diskografie

### Alben
- 2019: Prominent Libido (Label: Radicalis)
- 2017: I Hate The Way You Chew (Label: Seayou Records)
- 2024: Pikant (Label: Faszinator Music)

### Singles und EPs
- 2024: Tiefer
- 2024: Nein, Nein
- 2023: Baby Boy
- 2023: Amour Fou
- 2022: Fool Of The Loving Kind
- 2020: Peggy G. Reen
- 2019: Prominent Libido
- 2019: Cats & Diamonds
- 2019: Royal Boy
- 2018: Hurricane
- 2016: Little Hell
- 2014: Kate, its hunting season
- 2014: Sticky Fins